# Jimmy Raney
James Elbert Raney (20 de agosto de 1927 — 9 de maio de 1995) foi um guitarrista de jazz norte-americano, nascido em Louisville, Kentucky, mais notável por seu trabalho de 1951, 1952 e 1962 a 1963 com Stan Getz e pelo seu trabalho de 1953 a 1954, com o trio Red Norvo, substituindo Tal Farlow. Raney trabalhou em uma variedade de meios de jazz, incluindo cool jazz, bebop, post-bop, hard bop e mainstream jazz.
Sua parceria mais profícua foi com o saxofonista Stan Getz (1927—1991). Raney também se apresentou e gravou com Bob Brookmeyer, Urbie Green, Bobby Jaspar, Gigi Gryce, Zoot Sims e Al Cohn, entre vários outros.
Faleceu em sua cidade natal, em Louisville, Kentucky, em 1995, que segundo o seu filho, Jon, a causa da morte foi por conta de insuficiência cardíaca.